# Macambira
Macambira é um município brasileiro do estado de Sergipe.

## Geografia[5]
Localiza-se a uma latitude 10º39'59" sul e a uma longitude 37º32'27" oeste, estando a uma altitude de 282 metros.  Sua população estimada em 2004 era de 6 230 habitantes.
Em 2022, o censo demográfico do IBGE determinou que a população estimada de Macambira é de cerca de 6.838 habitantes. 
Possui uma área de  137,4 km².
Macambira (Bromelia laciniosa) também designa uma planta de folhas rígidas e espinhosas que é encontrada na região nordeste do Brasil.